# Vati, Samos
Vati (grčki:  Βαθύ ), znan je i kao  Vati Samos (grčki:  Δήμος Βαθέος Σάμου ) je upravno sjedište i najveće naselje na grčkom otoku Samosu u istočnom Egeju. 
Vati je i sjedište prefekture Samos. Vati je sastavljen od dva grada; većeg Samosa ( 6 236 stanovnika), i manjeg Vatia (2 025 stanovnika). Oba grada leže u Zaljevu Vati (Κόλπος Βαθέος,) koji je 5 km dubok i 1 km širok. Ovi gradovi danas tvore jedno gradsko središte.

## Povijest
Vati je osnovan početkom XVII stoljeća, jedno je od najstarijih naselja na otoku. Izgled naselja nije se puno promijenio; male ulice,  uske kuće i male stare crkvice i dalje dominiraju Vatijem. 
Dominantna gospodarska aktivnost danas je turizam i poljoprivreda koja je nekoć bila sve.
U dolini Vlamari pored Vatija nekoć su se uzgajale žitarice i duhan. Danas se to zbiva tek oko zaseoka Kamara i Agia Zoni gdje se uzgoja povrće, grožđe i masline. 

## Vanjske poveznice
- Službene stranice (grč.)
- Stranice općine  Arhivirana inačica izvorne stranice od 31. prosinca 2011. (Wayback Machine) (engl.)
- Povijest, karte i obavijesti za putnike (engl.)